# Zababa-shuma-iddina
Zababa-shuma-iddina (en akkadien : ) est un roi de Babylone appartenant à la dynastie kassite, qui règne quelques mois en 1158 av. J.-C..

## Biographie
Il n'est en fait connu que par des textes postérieurs à son règne, avant tous ceux relatant d'un point de vue babylonien les conflits entre ce royaume et l'Élam, dont le roi Shutruk-Nahhunte, qui vient de prendre Babylone quelques années plus tôt, déposant son roi Marduk-apla-iddina.
C'est alors qu'un personnage nommé Zababa-shuma-iddina prend la tête d'un révolte babylonienne. Selon une chronique assyrienne, l'Histoire synchronique, le roi assyrien Assur-dan Ier profite de la situation pour mener une campagne dans le nord de la Babylonie où il réussit à prendre et à piller plusieurs villes.
Suivant les sources babyloniennes, c'est de l'Élam que vient la fin de Zababa-shuma-iddina, puisqu'il est défait par une contre-attaque menée par le roi élamite, qui nomme ensuite son fils Kutir-Nahhunte III responsable de ses affaires en Babylonie.
Son court règne aura donc été soumis à des invasions sur deux fronts différents.

## Famille

### Mariage et enfants
De son mariage avec une femme inconnue, il eut peut-être selon certaines sources :
- Une fille